# コーコス信岡
株式会社コーコス信岡（コーコスのぶおか）は広島県福山市に本社を置く作業服や手袋、靴、帽子などのワークギアの製造販売を行うアパレルメーカー。

## 概要
1901年、備後絣問屋として創業。その後、メーカーへ転身し、時代の変化に合わせて作業服のカラー化、夏物作業服の展開、二重構造の新素材を活用した商品のブランド化などを行う。問屋からメーカーへの転身以来、時代が求めるワークウェアの企画・製造・販売を一貫して手がける。
2009年、米国の世界最大のワークウェアブランド「Dickies」とライセンス契約し、ワーク関連市場向けに展開する。
2021年、創業120年記念事業として地元福山の福山シティFCとトップパートナー契約を締結し、ユニフォームの背ネーム下に同社のブランドである「GLADIATOR」のロゴを掲載。

## 沿革
公式サイトの沿革より
- 1901年 - 信岡商店を創業。
- 1948年 - 備後綿スフ織物株式会社を設立。
- 1960年 - 信岡センイ株式会社に商号変更。
- 1961年 - 新市町（現 福山市）に本社を新築。
- 1991年 - 現社名に改称。
- 1992年 - 広島県福山市に新本社屋完成。
- 1994年 - 日本証券業協会に店頭登録（現 JASDAQ上場）。
- 1996年 - ベトナム社会主義共和国に製造会社「HOP THINH CO.LTD」（現 連結子会社）を設立。
- 2000年 - ISO14001承認取得。
- 2001年 - 中華人民共和国に「可可思香港有限公司」（現 連結子会社）を設立。
- 2015年 - マネジメント・バイアウトにより上場廃止。